# Galerie Miethke

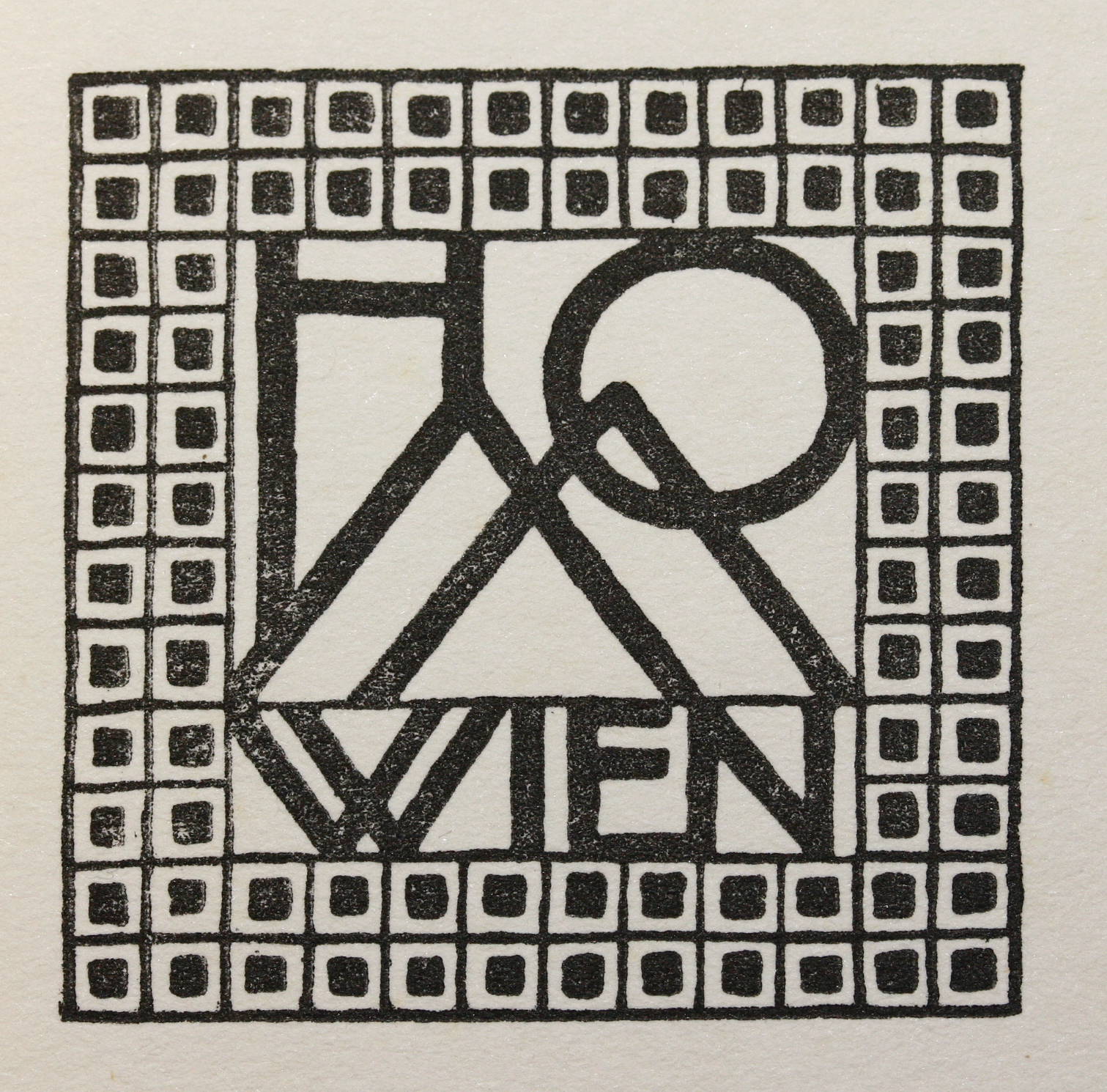
Logo der Galerie Miethke

Die Galerie Miethke war eine Wiener Kunstgalerie und Zentrum der frühen österreichischen Moderne.

## Gründer Hugo Othmar Miethke
Namensgeber und Gründer der Galerie war Hugo Othmar Miethke. Er wurde am 29. Juli 1834 in Potsdam als Hugo Hermann Werner Ottomar Miethke geboren und starb am 11. November 1918 auf seinem Schloss Gutenegg bei Cilli im damals kurzzeitig bestehenden Staat der Slowenen, Kroaten und Serben.
Sein Vater war Friedrich Miethke, ein Hof-Glasermeister und Potsdamer Stadtverordneter, der am 13. Oktober 1870 verstarb. Miethkes Vorfahren sind seit dem 17. Jahrhundert als Hof-Glasermeister in Potsdam dokumentiert. Seine Mutter hieß Emilie, geborene Hamel.
Hugo Miethke war in erster Ehe mit Anna von Carpentier (1837–1869) verheiratet und ab 1881 mit Marie Ernestine „Mary“ Canzi, einer Tochter des Malers August Canzi. Der einzige Sohn des Ehepaares, Otto Maria Miethke, wurde als Maler, Grafiker und Lyriker bekannt.
Zwei Jahre nach der Einäscherung wurde die Urne auf den Wiener Zentralfriedhof überführt und am 29. Mai 1920 in einem Ehrengrab beigesetzt.

## Geschichte
Die 1861 von Hugo Othmar Miethke zusammen mit Carl Josef Wawra (19. November 1839 in Wien – 26. Mai 1905 in Wien) gegründete Firma Miethke & Wawra betrieb zunächst ein Antiquariat und einen Kunstverlag. Das Geschäft entwickelte sich rasch zu einer wichtigen Agentur für die Wiener Maler des Historismus, vor allem Hans Makart, und betätigte sich auch als Auktionshaus. Tobias G. Natter, der sich in einem Forschungsprojekt mit der Geschichte der Galerie Miethke beschäftigt hat und die Ergebnisse in einem Buch sowie 2003/2004 in einer Ausstellung im Jüdischen Museum Wien publizierte, hob die Bedeutung Miethkes und seines Partners Carl Josef Wawra als „Begründer der Kunstauktionen in Wien“ hervor.
1875 trennten sich die Galeristen. Miethke spezialisierte sich in der von ihm nun allein betriebenen Galerie Miethke auf die Versteigerung von Ölbildern und Grafiken sowie auf den Ausstellungsbetrieb, wobei er angesichts seiner internationalen Kontakte auch Werke französischer, englischer und deutscher Künstler präsentierte.
Nach dem alten Standort in der Plankengasse 6 zog die Galerie zunächst zum Neuen Markt 13, bis Miethke 1895 das Palais Eskeles in Wien-Innere Stadt in der Dorotheergasse 11 erwarb. Er ließ nach seinen Plänen unter der Leitung der Wiener Stadtbaumeister Kupka & Orglmeister Umbaumaßnahmen vornehmen, die sich bis heute weitgehend erhalten haben.
Nach der Eröffnung am 29. Mai 1896 entwickelte sich die Galerie, die dort auf zwei Etagen betrieben wurde, zu einer der bedeutendsten Kunsthandlungen der Monarchie. Gesellschaftlicher Höhepunkt der Eröffnung war der Besuch des jüngsten Bruders des Kaisers, Erzherzog Ludwig Viktor von Österreich sowie in den späteren Jahren des Kaisers Franz Joseph I. selbst. Die Galerie H. O. Miethke unterhielt zudem seit 1904 unter der künstlerischen Leitung von Carl Moll eine von Josef Hoffmann gestaltete Zweigstelle in Wien I., Graben 17. Neben Ausstellungen wurden weiterhin Auktionen durchgeführt, so auch die der Verlassenschaften von Hans Makart, Emil Jakob Schindler, Viktor Tilgner, August von Pettenkofen, Charlotte Wolter oder Rudolf von Alt.
1904 kaufte ein Freund Gustav Klimts, Paul Bacher (* 1867; † 5. Mai 1907), die Galerie mit der Absicht, sie als Verkaufslokal der Wiener Secession zu nutzen und engagierte 1905 Arthur Roessler als Galerieleiter. Wegen dieser geplanten Kommerzialisierung kam es zu Unstimmigkeiten, die eine Gruppe von Künstlern um Gustav Klimt zum Austritt aus der Secession veranlassten. Emil Maria Steininger folgte 1906 auf Roessler.
Nach dem Tod ihres Mannes übernahm Emma Bacher-Paulick die Galerie und setzte Carl Moll als Geschäftsführer ein; die Galerie entwickelte sich nun zu einem Zentrum der modernen Kunst. In zahlreichen Ausstellungen präsentierte sie neben den Künstlern des Jugendstils und der Wiener Werkstätte auch die internationale Moderne, darunter Aubrey Beardsley, Honoré Daumier, Henri de Toulouse-Lautrec, Claude Monet, Édouard Manet, Paul Cézanne, Paul Gauguin, Vincent van Gogh und Pablo Picasso.
Miethke blieb Eigentümer des Palais und bewohnte auch weiterhin dessen oberstes Stockwerk. Im Jahr 1906/1907 war die Hamburgerin Helga Malmberg (* 1888; † 1967) in der Galerie Miethke beschäftigt. 1961 beschreibt sie in ihrem Buch, wie der Alltag in der Galerie verlief.
Nach Ende des Ersten Weltkriegs führte der seit 1907 tätige künstlerische Leiter Hugo Haberfeld den Galeriebetrieb an anderer Adresse bis zu seiner Emigration 1938 weiter. Derweil wurde das Palais Eskeles als „Haus der jungen Künstlerschaft“ genutzt und kam 1936 in den Besitz des Dorotheums. In dem Palais neben dem Dorotheum befindet sich seit 1993 das Jüdische Museum Wien.

## Kataloge (Auswahl)
Die Galerie gab zwischen 1867 und 1912 zahlreiche Kataloge von Ausstellungen und Kunstauktionen heraus:

### Auktionskataloge
- Kunst-Slg. aus d. Nachlasse Heinrich Stametz-Mayer, Auktion; H. O. Miethke, Wien 1902.
- Catalog einer kleinen ausgewählten Sammlung von älteren Kupferstichen, Radierungen, Holzschnitten und Schwarzkunstblättern. [Auktionskat.], Miethke, Wien 1867.

Digitalisierte Auktionskataloge der Staats- und Universitätsbibliothek Hamburg Carl von Ossietzky
- Katalog des Nachlasses Victor Tilgner´s, Auktion. (Wien): 1896,
- Katalog der bedeutenden Sammlungen von Ölgemälden, Aquarellen, Zeichnungen, Antiquitäten und sonstigen Kunstobjecten : aus dem Nachlasse der Herren Henri Lustig, Alexander Freiherr von Warsberg, der Frau Elise Hertz und aus dem Besitze des Herrn Eduard Föst in Wien, Auktion. (Wien) 1889
- Katalog der Gemälde-Sammlung moderner Meister ersten Ranges des Herrn Theodor Eggers, Auktion. (Wien) 1888.
- Katalog der Sammlungen von Gemälden und Zeichnungen alter und moderner Meister aus dem Besitze der Herren: Artaria, Dr. F. Sterne (†) u. a., Auktion. (Wien) 1886 .
- Verzeichnis der Gemälde und Antiquitäten aus dem Nachlasse von Emile Gérard Historienmaler, Auktion. (Wien) 1882 .
- Katalog der Gemälde alter Meister : Collection des Weiland Dr. Franz Sterne in Wien, Auktion. (Wien) 1881 .
- Katalog des Nachlasses des Herrn Hermann Schwarz Gutsbesitzer auf Leopoldsdorf und der Sammlung des Herrn F. v. S., Auktion. (Wien) 1879, .

Digitalisierte Auktionskataloge der Universitätsbibliothek Heidelberg
- Öffentliche Versteigerung des künstlerischen Nachlasses von Rudolf von Alt in der Galerie H.O. Miethke. Auktionskatalog. Wien 1906, .
- Ölgemälde alter Meister aus den Sammlungen Karl Kohner, Budapest und Mauthner v. Markhof, Wien (Editha Moser/Mauthner/Markhof). Galerie Miethke, Wien 1908, .
- Öffentliche Versteigerung der Sammlung Direktor Ferdinand Mayrhofer und anderen Wiener Privatbesitzes. Miethke, Wien [1907], .
- Öffentliche Versteigerung der Kollektion von Aquarellen und Handzeichnungen alter und moderner Meister aus der Sammlung des Herrn Doktor Max Strauss. Miethke, Wien 1906, .
- Öffentliche Versteigerung des künstlerischen Nachlasses von Prof. Rud. Ribarz in der Galerie H. O. Miethke. Miethke Wien 1905, .

### Ausstellungskataloge
- Kollektivausstellung B. Pinell-Koller und Heinrich Schröder, Galerie Miethke, April 1911 (Digitalisierter Katalog, Sammlung Belvedere, Wien).
- Amateur-Ausstellung. Galerie Miethke, Wien 1909.
- Honoré Daumier, 1808-1879. Galerie Miethke, Wien 1908.
- Katalog der zehnten internen Jubiläums-Ausstellung in der Galerie Miethke. Wien 1908 / Wiener Photo-Klub.
- Francisco José de Goya y Lucientes 1746 – 1828. Galerie Miethke 1908, Chwalas, Wien 1908.
- Wilhelm Bernatzik: Ausstellung der Hauptwerke und des künstlerischen Nachlasses in der Galerie Miethke. Miethke, Wien 1907.
- Das Wiener Portrait in der ersten Hälfte des XIX. Jahrhunderts. Galerie Miethke, Wien 1905
- Edward Gordon Craig: Katalog über einige Entwürfe für Szenen, Kostüme, Theater-Dekorationen, einige Zeichnungen englischer Landschaften, Holzschnitte. Galerie H. O. Miethke, Wien 1905.
- Raffaelli-Ausstellung: Gemälde in der Technik der trockenen Raffaelli Ölfarben; Elsa von Kalmar: Plastische Werke. Wien 1904.
- Galerie Miethke: Ausstellung von Werken alter und moderner Kunst: Waldmüller, Ferdinand Georg. Ohwala, Wien [ca. 1904].
- Katalog der Ausstellung des Vereines deutscher Bildender Künstler in Böhmen. Miethke, Wien 1902.
- Ausstellung: Galerie Miethke, Wien; Prof. Nikolaus Gysis, Prof. Fritz v. Uhde, Prof. Hans Thoma, Ludwig Carl Strauch. Selbstverl.; Fromme [in Komm.], Wien 1902.
- Hervorragende Gemälde niederländischer Meister der Galerie Weber, Hamburg, in Radierungen, von William Unger. Mit kunstgeschichtl. Erörterungen von Friedrich Schlie. Miethke, Wien 1890.
- Katalog der Kunstsammlung des verstorbenen Herrn Daniel Penther, Maler, Custos der Gemälde-Gallerie der K. K. Akademie der Bild. Künste. Miethke, Wien 1887.
- Die Kaiserl. Königl. Gemälde-Galerie in Wien. Radierungen von William Unger, Text von Carl von Lützow. Miethke, Wien 1886.
- Katalog der Fürstlich Liechtensteinischen Bildergallerie im Gartenpalais der Rossau zu Wien. Verl. von Miethke & Wawra, Wien 1873.